# Parti de l'environnement - Les Verts
Pour les articles homonymes, voir Les Verts.
Le Parti de l'environnement - Les Verts (norvégien : Miljøpartiet De Grønne) est un parti politique écologiste norvégien. Le parti a trois députés au Parlement norvégien. Contrairement aux autres partis verts scandinaves et ouest-européens, le parti n'est entré que dans les années 2010 au parlement (Storting) et dans les assemblées locales.

## Histoire
Le Parti de l'environnement - Les Verts fut créé le 29 octobre 1988 après des négociations entre plusieurs listes de partis locaux, dont certains avaient déjà utilisé le nom des Verts. À Halden, les Verts, menés par Hakon Stang, obtiennent quatre représentants au conseil municipal en 1987. À Kristiansand,  By- og Miljøvern-listen en obtient six. À Fredrikstad, Bymiljølista obtient quatre sièges, et les Verts à Akershus obtiennent un siège au conseil du comté. Lors des élections législatives de 1989, le parti atteint 0,4 % des voix. Les Verts vont dès lors entamer une traversée du désert, victime de la concurrence de deux partis déjà établis sur la scène politique norvégienne et adoptant un profil écologique — Parti socialiste de gauche (à gauche), et Venstre (à droite) — et aussi en raison d'une préoccupation de la classe politique en général pour les thèmes liés à l'environnement qui est un peu plus grande que dans d'autres pays européens. 
Les médias portent un intérêt réel aux Verts à partir des élections régionales et municipales de 2011, lorsque le parti obtient 1,3 % sur l'ensemble du pays. Les Verts comptent dès lors 1 conseiller régional et 18 conseillers municipaux, en étant représentés dans les plus grandes villes de Norvège, comme Oslo, Bergen, Trondheim, Stavanger ou même Kristiansand et Tromsø. L'essai est transformé à l'occasion des élections législatives de 2013, durant lesquelles les Verts confirment leur place sur l'échiquier politique en obtenant 2,8 % et 1 siège au Storting : Rasmus Hansson, élu à Oslo. Enfin, cette poussée du parti écologiste est confirmée à l'occasion des élections régionales et municipales de 2015, durant lesquelles le Parti de l'environnement affiche un nouveau record : 5,0 % des voix, 31 conseillers régionaux et 231 conseillers municipaux. Prenant part à plusieurs majorités de coalitions municipales, les Verts ont réussi à faire adopter leur projet de centres-villes sans voitures, notamment dans la capitale.

## Résultats aux élections législatives
Le parti a participé à toutes les élections depuis le 29 octobre 1988. En 1997, les Verts ont pu présenter une liste dans tous les comtés pour la première fois à des élections générales. Le parti, qui avait toujours obtenu des scores négligeables lors des scrutins législatifs, émerge lors des élections de 2013 en obtenant 2,8 % des voix et en décrochant un député. En 2017 les Verts obtiennent à nouveau un siège en accroissant légèrement leur score (3,2 %). Quatre ans plus tard, toujours en progression, le MDG affiche trois élus avec 3,9 %. Ces trois derniers résultats, qui viennent accompagner une implantation électorale significative dans la ville d'Oslo (5,6 % en 2013, 6,0 % en 2017 puis 8,5 % en 2021 dans la capitale), n'ont cependant pas été suffisants pour prendre part à la répartition proportionnelle des sièges, dont le seuil est fixé à 4 % des voix au niveau national.
| Année | Voix    | %   | Rang | Sièges  |
| ----- | ------- | --- | ---- | ------- |
| 1989  | 10 136  | 0,4 | 9e   | 0 / 165 |
| 1993  | 3 054   | 0,1 | 13e  | 0 / 165 |
| 1997  | 5 884   | 0,2 | 11e  | 0 / 165 |
| 2001  | 3 785   | 0,2 | 13e  | 0 / 165 |
| 2005  | 3 652   | 0,1 | 12e  | 0 / 165 |
| 2009  | 9 286   | 0,3 | 10e  | 0 / 169 |
| 2013  | 75 387  | 2,8 | 8e   | 1 / 169 |
| 2017  | 94 788  | 3,2 | 8e   | 1 / 169 |
| 2021  | 117 647 | 3,9 | 8e   | 3 / 169 |

### Élections régionales
| Année | Voix    | %   | Sièges   | +/- | Rang |
| ----- | ------- | --- | -------- | --- | ---- |
| 2019  | 187 778 | 7,5 | 36 / 574 |     | 5e   |

### Élections municipales
| Année | Voix    | %   | Sièges     | +/- | Rang |
| ----- | ------- | --- | ---------- | --- | ---- |
| 2019  | 182 548 | 6,8 | 310 / 9344 | 78  | 5e   |